# Steig. Nicht. Aus!
Pour plus de détails, voir Fiche technique et Distribution.
Steig. Nicht. Aus! est un film allemand réalisé par Christian Alvart, sorti en 2018. Il s'agit d'un remake du film espagnol Appel inconnu sorti en 2015.

## Synopsis
Un père de famille est victime d'un chantage téléphonique de la part d'un inconnu.

## Fiche technique
- Titre : Steig. Nicht. Aus!
- Réalisation : Christian Alvart
- Scénario : Christian Alvart
- Musique : Christoph Schauer
- Photographie : Christoph Krauss
- Montage : Marc Hofmeister et Theo Strittmatter
- Production : Christian Alvart, Siegfried Kamml et Timm Oberwelland
- Société de production : Syrreal Entertainment, Telepool, Traumfabrik Babelsberg et ZDF
- Pays :  Allemagne
- Genre : Action, drame et thriller
- Durée : 109 minutes
- Dates de sortie : 
  -  Allemagne : 12 avril 2018

## Distribution
- Wotan Wilke Möhring : Karl Brendt
- Nora Huetz : Coco Meduza
- Jasmina Al Zihairi : Julia Sanchez
- Christiane Paul : Simone Brendt
- Fahri Yardim : Omar Cicek
- Mavie Hörbiger : Ida Cicek
- Carlo Thoma : Marius Brendt
- Emily Kusche : Josefine Brendt
- Jürgen Heinrich : Alexander Rocher (voix)
- Luis August Kurecki : Roman
- Mareike Fell : Miriam Sosse (voix)
- Paul Lux : David
- Klaus Zmorek : Pascal D'Angelo
- Aleksandar Jovanovic : Fritz Drache
- Hannah Herzsprung : Pia Zach
- Marc Hosemann : Lukas
- Nik Xhelilaj : Falke
- Marie Ulbricht : Anna

## Box-office
Le film a rapporté 593 073 dollars au box-office.